# Edmund Modrzejewski

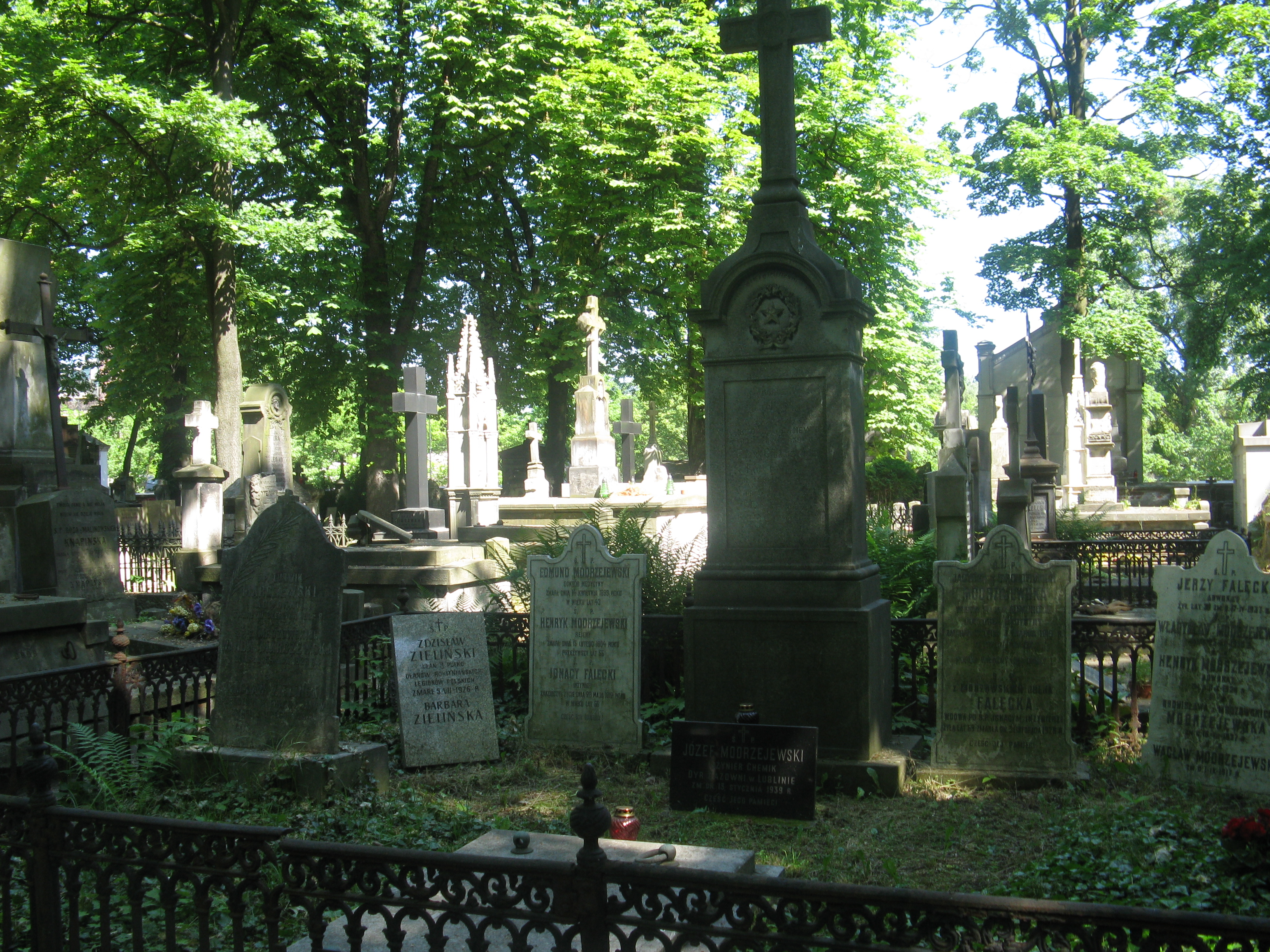
Grób Edmunda Modrzejewskiego na cmentarzu Powązkowskim

 Edmund Franciszek Modrzejewski (ur. 29 października 1849 w Kaliszu, zm. 22 kwietnia 1893 w Warszawie) – polski lekarz, chirurg i pionier polskiej otiatrii.

## Życiorys
Na początku lat siedemdziesiątych XIX stulecia, Edmund Modrzejewski pracował w Paryżu z francuskim fizjologiem Nestorem Grehantem, uczniem Claude'a Bernarda, jednego z wielkich uczonych francuskich. Modrzejewski w tym czasie, badał rozkład albumin w próżni. Wspólnie z Grehantem napisali pracę zatytułowaną „Sur la decomposition des matieres albuminoides dans le vide”. Praca ta została przedstawiona na posiedzeniu Francuskiej Akademii Nauk i opublikowana w czasopiśmie Comptes rendus de l'Académie des sciences. Następnie studiował w Wiedniu otologię. Po powrocie do Warszawy prowadził badania nad chorobami uszu i nad ich leczeniem. Jego badania nad różnego typu schorzeniami uszu i zaburzeniami słuchu były szeroko cytowane. Wykazał niebezpieczeństwo leczenia chorób uszu chlorkiem kokainy. Zajmował się również głuchotą. Był prekursorem nowoczesnej rehabilitacji głuchych i głuchoniemych. Pracował nad zastosowaniem sztucznej błony bębenkowej.
Należał do Koła Wydawców Gazety Lekarskiej. Był jednym z jej wydawców obok Teodora Herynga, Franciszka Jawdyńskiego, Zygmunta Kramsztyka, Władysława Matlakowskiego, Leona Nenckiego, Henryka Nusbauma, Alfreda Sokołowskiego.

## Życie prywatne
Edmund Franciszek Modrzejewski był synem sędziego Franciszka Modrzejewskiego, patrona Trybunału Cywilnego w Kaliszu i Emilii z Dębskich, córki rejenta kancelarii ziemiańskiej województwa płockiego, Pawła Dębskiego. W 1877 r. zawarł ślub z Jadwigą Mrozowską, córką farmaceuty, Józefa Mrozowskiego. Mieli dwie córki i dwóch synów. Wnuk Edmunda, Józef Modrzejewski (Joseph Mélèze-Modrzejewski), ur. w Lublinie w 1930 roku, emerytowany profesor Sorbony, żyje we Francji. Bracia Marceli i Leon Nenccy byli powinowatymi dr. Edmunda Modrzejewskiego. Edmund Modrzejewski zmarł w Warszawie w wieku 43 lat. Spoczywa na cmentarzu Powązkowskim w Warszawie (kw. 181–3/4–28).

## Najważniejsze prace naukowe
- N.Grehant,E. Modrzejewski, Sur la decomposition des matieres albuminoides dans le vide”, Paris, Acad. Sci. Compt. Rend., 79, 1874, pp. 234-237.
- E. Modrzejewski, Koresponencya, Gazeta Lekarska 1882, 17,44, p 907-910.
- E. Modrzejewski,„Wieloliczne, wrodzone włókniaki miękkie, tak zwane miecznki nerwo-włókniaki Recklinghausen'a”,Gazeta Lekarska 1882 R17,str 380-406.
- E.Modrzejewski, „0 sztucznej błonie bębenkowej i jej zastosowaniu”, Gazeta Lekarska 1884 R19.
- E. Modrzejewski, „Przypadek otrucia chlorkiem kokainy”, Gazeta Lekarska 1888 R23.